# Strauzia longipennis
Strauzia longipennis is een vliegensoort uit de familie van de boorvliegen (Tephritidae). De wetenschappelijke naam van de soort is voor het eerst geldig gepubliceerd in 1830 door Wiedemann.
De vlieg heeft een geel lijf en groene ogen, de lichaamslengte bedraagt ongeveer 6 millimeter. De vleugels hebben een patroon van donkerbruine banden en de spanwijdte is ongeveer 13 millimeter. De larven eten van de merg van zonnebloemen (Helianthus annuus) en andere soorten Helianthus. Deze larven worden ongeveer 7 millimeter lang en zijn crêmewit. De soort komt voor in Noord-Amerika en geldt daar als een niet zo ernstig plaaginsect in de teelt van zonnebloemen. In 2010 is de soort ook aangetroffen in Duitsland.